# Сонфьеллет
Сонфьеллет (швед. Sånfjället) — национальный парк в Швеции, в лене Емтланд, в коммуне Херьедален. Парк назван по одноимённой горе, высотой 1278 м над уровнем моря. Основан в 1909 году, расширен в 1989 году.

## Национальный парк
В парке множество каменных глыб и озёр, соединённых потоками; он известен своей фауной — на его территории живут медведи, лоси, рыси.